# Marek Cierpiał-Wolan
Marek Cierpiał-Wolan – polski statystyk i ekonomista, prezes Głównego Urzędu Statystycznego, profesor.

## Życiorys
Od 1989 związany był z Urzędem Statystycznym w Rzeszowie, gdzie kierował wydziałem informatyki, a potem był wicedyrektorem tej instytucji. W 2008 został jej dyrektorem. 1 stycznia 2025 powołano go na stanowiska prezesa Głównego Urzędu Statystycznego. Nominację, w imieniu Premiera RP, wręczył mu szef Kancelarii Prezesa Rady Ministrów, Jan Grabiec.
Pracę magisterską obronił w 1988 na lubelskim Uniwersytecie Marii Curie-Skłodowskiej (Filia w Rzeszowie). W 1999 ukończył studia doktoranckie w warszawskiej Szkole Głównej Handlowej. Habilitował się na Uniwersytecie Marii Curie-Skłodowskiej w Lublinie w 2023 (przewodniczącym komisji habilitacyjnej był prof. dr hab. Józef Pociecha).
Jest profesorem Uniwersytetu Rzeszowskiego oraz wiceprezesem Rady Głównej Polskiego Towarzystwa Statystycznego, jak również koordynatorem zespołu metodycznego Światowej Organizacji Zdrowia, gdzie odpowiada za opracowanie metodologii badania zdrowia uchodźców). Jest członkiem grupy roboczej przy Komisji Europejskiej zajmującej się wykorzystaniem danych operatorów sieci telefonii komórkowej w statystyce publicznej. Pozostaje członkiem Polskiego Towarzystwa Ekonomicznego.
W swojej pracy naukowej specjalizuje się w modelowaniu ekonometrycznym, analizie big data, a także w metodologii integracji danych pochodzących z różnych źródeł. Prowadził wykłady i odbywał staże dydaktyczno-naukowe na Staffordshire University (Stoke-on-Trent, Wielka Brytania), University of California w Berkeley i Kyung Hee University (Seul). Jest redaktorem czasopisma Wiadomości Statystyczne (od 2016 redaktorem naczelnym). Jest sekretarzem naukowym w czasopiśmie Statistics in Transition.